# Messeling
Der Messeling, auch Meßlingkogel oder Messelingkogel, ist ein 2693 m ü. A. hoher Berggipfel im Tauernhauptkamm der Granatspitzgruppe im Norden Osttirols.

## Lage
Der Messeling liegt im nördlichen Zentralbereich der Granatspitzgruppe. Er befindet sich am Tauernhauptkamm südlicher der Landesgrenze zwischen Tirol und Salzburg im Norden der Gemeinde Matrei in Osttirol. Der Messeling befindet sich dabei westlich des Hochgassers (2922 m ü. A.), der Bärenköpfe (2863 m ü. A.) und dem Riegelturm (2740 m ü. A.) und bildet den westlichsten Gipfel der Granatspitzgruppe, wobei der nordwestlich fließende Tauernbach die Grenze zur Venedigergruppe bildet. Nordöstlich des Gipfels entspringt zudem der Messelingbach, der in der Folge den Grausee, Schwarzsee und Grünsee durchfließt. Der Messeling ist durch die Messelingscharte (2560 m ü. A.) vom Hochgasser getrennt.

## Aufstiegsmöglichkeiten
Der Aufstieg über den Normalweg auf den Messling nimmt seinen Ausgang beim Matreier Tauernhaus. Von hier folgt man zunächst dem sogenannten Dreiseenweg entlang des Messelingbachs nach Nordosten bis zur Grünseehütte bzw. bis zum Grünsee. Von dort zweigt nach Norden bzw. Nordosten der St. Pöltner Ostweg ab, dem man vorbei an Schwarz- und Grünsee bis zur Messelingscharte folgt. Von der Messelingscharte aus ist der Messeling unschwierig in kurzem Aufstieg zu erreichen. Weglos kann der Messeling zudem auch vom Zirbenkreuz im Tauerntal über den Westsüdwestkamm erreicht werden.